# Mickey au théâtre
Pour plus de détails, voir Fiche technique et Distribution.
Mickey au théâtre (Mickey's Revue) est un dessin animé de Mickey Mouse produit par Walt Disney pour Columbia Pictures, sorti le 25 mai 1932. Ce film est connu pour voir apparaître un chien anthropomorphe nommé Dippy Dawg qui deviendra Dingo.

## Synopsis
Mickey, Minnie, Horace et Clarabelle ont donné un autre grand spectacle, avec un vieux membre du public nommé Dippy Dawg comme gag récurrent - mangeant des cacahuètes et riant au grand dam du public…

## Fiche technique
- Titre original : Mickey's Revue
- Titre français : Mickey au théâtre
- Série : Mickey Mouse
- Réalisateur : Wilfred Jackson
- Animateur : David Hand
- Voix : Walt Disney (Mickey), Marcellite Garner (Minnie), Pinto Colvig (Dippy Dawg, futur Dingo)
- Producteur : Walt Disney, John Sutherland
- Distributeur : Columbia Pictures
- Date de sortie : 25 mai 1932[1]
- Format d'image : Noir et Blanc
- Durée : 7 min
- Langue : (en)
- Pays :  États-Unis

## Commentaires
C'est la première apparition graphique d'un chien anthropomorphe nommé Dippy Dawg qui deviendra quelques mois plus tard Dingo.